# Caracara
Caracara is een geslacht van vogels uit de familie caracara's en valken (Falconidae).

## Soorten
- †Caracara lutosa – Guadalupecaracara
- Caracara plancus –  Kuifcaracara	
  - Caracara plancus plancus – Zuidelijke kuifcaracara
  - Caracara plancus cheriway – Noordelijke kuifcaracara